# ヨハネス・クシフィリヌス
ヨハネス・クシフィリヌス（ギリシア語: Ἰωάννης Ξιφιλῖνος）は、11世紀後半のコンスタンティノープルに住む修道士。カッシウス・ディオの『ローマ史』要約の作者として知られる。説教者でもあるコンスタンティノープル総主教イオアンニス8世の甥。
『ローマ史』の要約はミカエル7世ドゥーカス（在位：1071年 - 1078年）の命令で作成されたものだったが、未完成に終わった。要約は『ローマ史』の第36巻から第80巻までで構成され、グナエウス・ポンペイウスとガイウス・ユリウス・カエサルの時代からアレクサンデル・セウェルスの時代まで含まれている。しかし、要約では第70巻においてアントニヌス・ピウスの治世とマルクス・アウレリウス・アントニヌスの治世初期がなく、第78巻と第79巻では改ざんされた写本が使用された。クシフィリヌスは要約を皇帝の治世ごとに節分けした。彼は執政官の名前を省略し、一部では元の記述を変えた。